# Heinz Friedrich Hartig
Heinz Friedrich Hartig (Kassel (estat de Hessen), 10 de setembre, 1907 - Berlín, 16 de setembre, 1969), va ser un compositor i pedagog musical alemany.

## Biografia
Hartig va assistir al gimnàs humanístic (Lyceum Fridericianum) a Kassel, on va aprovar l'examen de finalització de l'escola la Pasqua de 1927. Després va estudiar música a la Universitat de Viena i a la Universitat Friedrich Wilhelm de Berlín. El març de 1932 va aprovar l'examen d'estat (piano, violí, teoria, història de la música, cant, direcció d'orquestra).
Del 14 d'abril al 17 de juliol de 1932 va ensenyar a l'internat reformador-pedagògic "Schule am Meer" a l'illa de Juist al mar del Nord, que estava dirigit per Martin Luserke i tenia una gran vocació artística.
Des de 1948 va ensenyar formació de l'oïda i teoria musical a la Universitat de Música de Berlín. El 1955 hi va accedir a la càtedra. A més, va dirigir el departament d'enginyeria del so de la universitat fins a la seva mort. Durant aquesta activitat va conèixer Boris Blacher, amb qui va col·laborar estretament.
El principal interès de Hartig era la música espacial, a la qual ell i Blacher es van dedicar intensament des de finals dels anys cinquanta.
La seva obra compositiva inclou principalment concerts, sonates, cançons, oratoris i obres corals. També va gaudir d'una excel·lent reputació com a professor de música. Entre els seus alumnes hi havia Carlo Domeniconi i Roland Pfrengle, entre d'altres.

## Obres (selecció)
- Sonata per a piano i clarinet op
- Concert per a violí i orquestra op
- El bevedor i els miralls per a baríton i cor op
- Suite Concertante per a guitarra i orquestra op. 19 ( dedicada a Siegfried Behrend )
- Five Pieces per a Flauto dolce (flauta de bec) i guitarra op. 25 ( dedicada a Siegfried Behrend )
- Perché per a guitarra i cor mixt op. 28 ( dedicat a Siegfried Behrend )
- Tres peces per a guitarra op. 26 ( dedicat a Siegfried Behrend )
- Concert per a piano i orquestra op
- Reflexos per a guitarra i clavecí op
- Variacions sobre un so de set tons per a orquestra op
- Cançons per a baríton i orquestra op
- Oratori "Wohin" op
- COMPOSICIÓ PER A QUATRE (Flauto, Oboè, Violí, Viola, Violoncel) op
- Déu sigui lloat i beneït pel cor mixt de quatre parts i orgue op 51 núm.

## Premis
1968: Premi d'Art de Berlín